# Kneiff
Der Hügel Kneiff (luxemburgisch Op Kneiffⓘ [opknˈɑɪf]) stellt mit 560,08 m die höchste Erhebung von Luxemburg dar. Er liegt in der Gemeinde Ulflingen auf dem Gebiet der Ortschaft Wilwerdingen, im äußersten Norden des Großherzogtums nahe der Grenze zu Belgien und ist ein Teil der Ardennen, der Ösling genannt wird. Er ist Bestandteil des Naturparks Our.
Erst danach folgt mit 559 m der Burgplatz (luxemburgisch Buergplaz) bei Huldingen, der oft fälschlicherweise als höchster Punkt bezeichnet wird, da der Kneiff mitten in einer Schonung liegt und im Gegensatz zum Burgplatz touristisch kaum erschlossen ist.